# W. P. Lipscomb
W. P. Lipscomb est un scénariste, producteur et réalisateur britannique né en 1887 en Angleterre (Royaume-Uni), décédé le 25 juillet 1958.

## Filmographie

### comme scénariste
- 1928 : Balaclava
- 1929 : Splinters
- 1930 : French Leave (en) de Sam Newfield
- 1930 : Rookery Nook
- 1930 : On Approval
- 1930 : The Great Game
- 1930 : Canaries Sometimes Sing
- 1931 : A Night Like This
- 1931 : Plunder
- 1931 : Tilly of Bloomsbury
- 1931 : The Speckled Band
- 1931 : The Chance of a Night Time
- 1931 : Mischief
- 1932 : The Safe
- 1932 : The Sign of Four
- 1932 : Jack's the Boy
- 1932 : There Goes the Bride
- 1933 : Skipper of the Osprey
- 1933 : The Man from Toronto
- 1933 : Channel Crossing
- 1933 : Loyalties
- 1933 : J'étais une espionne (I Was a Spy)
- 1934 : The King of Paris
- 1934 : Colonel Blood
- 1934 : The Camels Are Coming
- 1934 : Soldiers of the King
- 1935 : Me and Marlborough
- 1935 : Le Conquérant des Indes (Clive of India)
- 1935 : Cardinal Richelieu
- 1935 : Les Misérables
- 1935 : Le Marquis de Saint-Évremont (A Tale of Two Cities)
- 1936 : Message à Garcia (A Message to Garcia)
- 1936 : Sous deux drapeaux (Under two flags)
- 1936 : Le Jardin d'Allah (The Garden of Allah)
- 1938 : Clive of India (TV)
- 1939 : Frères héroïques (The Sun Never Sets) de Rowland V. Lee
- 1940 : Nuits birmanes (Moon Over Burma)
- 1941 : Pacific Blackout
- 1943 : Et la vie recommence (Forever and a Day)
- 1946 : Beware of Pity
- 1950 : Bitter Springs
- 1951 : Where No Vultures Fly
- 1952 : His Excellency
- 1955 : Make Me an Offer
- 1956 : Seven Wonders of the World
- 1956 : Ma vie commence en Malaisie (A Town Like Alice)
- 1957 : À main armée (Robbery Under Arms)
- 1958 : Dust in the Sun
- 1958 : Dunkerque (Dunkirk)
- 1959 : L'Ambitieuse (Payment on Demand)

### comme producteur
- 1946 : Beware of Pity
- 1947 : The Mark of Cain

### comme réalisateur
- 1934 : Colonel Blood

## Récompenses et nominations
- 1939 : Oscar du meilleur scénario original pour Pygmalion (1938), partagé avec George Bernard Shaw, Ian Dalrymple, Cecil Arthur Lewis